# Consuelo Castiglioni
Consuelo Castiglioni (Lugano (Suïssa), 1959) és una dissenyadora de moda avantguardista. El 1994 va crear la marca Marni, i fundar la casa de moda de la qual va ser directriu creatiu fins 2016. És considerada una de les dissenyadores més innovadores del sector. Les siluetes elegants combinades amb estampats de colors i textures atrevides,«amb un toc sempre divertit» van marcar les seves creacions. Crea una moda que tothom amb un xic de gosadia pot portar al dia a dia, sense sentir-se disfressat. Algunes veus de la crítica: «Si existeixen convencions sobre la moda i les tendències, Consuela Castiglioni se les salta totes.» o «Fa roba que no només sembla un parterre de flors sinó al tacte també fa la sensació de flors.»
Va nàixer a Lugano a Suïssa el 1959 al si d'una família amb arrels xilens. Autodidacta i sense formació particular en disseny de moda, va llançar a Milà la seva primera col·lecció. La família del seu marit Gianni Castiglioni –que va esdevenir director executiu de Marni– tenia la fàbrica pelletera Ciwifurs, on va trobar els artesans per executar les seves creacions. Tot i això, des de 2012 també va crear col·leccions més assequibles en col·laboració amb la cadena sueca H&M.
Va ser llistada a la «BoF 500», la llista dels cinc cents persones més importants de la moda per la revista internacional Business of Fashion. El 2016, es va retreure's a la casa rural a Celerina/Schlarigna (Suïssa). El 2017, la seva filla Carolina van llançar la seva pròpia línea de moda per a dones «Plan C».